# Кизинов, Джамбулат Эдуардович
Джамбулат Эдуардович Кизинов (21 декабря 2003) — российский борец вольного стиля. Призёр чемпионата России.  

## Спортивная карьера
В начале июля 2018 года в Загребе неудачно выступил на первенстве мира среди кадетов. В конце июля 2019 года в Иркутске на первенстве России среди кадетов занял 3 место. 18 июля 2022 года в Грозном одержал победу на I Всероссийской летней Универсиаде. 29 сентября 2022 года в Ханты-Мансийске на Первенстве России среди молодёжи до 24 лет в борьбе за золотую медаль взял вверх над Арипгаджиявом Абдулаевым из Калининградской области. 20 июня 2023 года в 1/4 финала чемпионата России в Каспийске уступил Ибрагиму Ибрагимову из Дагестана. 21 июня 2023 года в схватке за 3 место одержал победу над Алиханом Исаевым из Санкт-Петербурга, завоевав бронзовую медаль.

## Спортивные результаты
- Чемпионат России по вольной борьбе 2023 — ;